# دوسين (بولندا)
دوسين (بالإنجليزية: Dosin)‏ قرية في المنطقة الإدارية ل(غمينا سيروك)، ضمن مقاطعة (Legionowo، Masovian Voivodeship)، في شرق وسط بولندا، في محافظة مازوفيا تقع على بعد 6 كيلومترات (4 ميل) جنبو غرب (سيروك)، و 11 كيلومترا (7 ميل) شمال شرق (Legionowo)، و30 كيلومترا (19 ميل) شمال وارسو.
عدد سكان القرية 230 نسمة.